# 曷思王
曷思王（かるさおう、朝鮮語: 갈사왕、生没年不詳）は、曷思国の王。曷思王は、扶余の帯素王の末弟であり、帯素王が大武神王に殺害された際、扶余から逃れて曷思川のほとりに、小国をつくったため、こう呼ばれている。

## 人物
『三国史記』によると、22年2月、大武神王が率いる高句麗軍は扶余を攻撃し、帯素王を殺害した。帯素王の従弟は一万人を率いて高句麗に降伏し絡氏の名を与えられてその支配に服する。一方、帯素王の末弟は数百人を率いて鴨緑谷に脱出し、その地域の民を慰撫して、曷思国を建国、曷思王として即位した。68年、曷思王の孫の都頭王が国ごと高句麗に降伏して、都頭王は高句麗に仕え、于台の官を授けられた。
瑠璃明王の3番目の男子である大武神王の王妃である次妃は曷思王の孫娘である。また高句麗王瑠璃明王の息子である再思の妻は高句麗に亡命した扶余人の扶余太后であるが、扶余太后は曷思王のもう一人の孫娘の可能性がある。

## 家族
- 兄：帯素王
- 孫：都頭王
- 孫娘：次妃
- 曾孫：好童